# V595 Андромеды
V595 Андромеды (лат. V595 Andromedae) — одиночная переменная звезда в созвездии Андромеды на расстоянии приблизительно 2130 световых лет (около 653 парсеков) от Солнца. Видимая звёздная величина звезды — от +13,3m до +13m.

## Характеристики
V595 Андромеды — оранжевый карлик, пульсирующая переменная звезда типа RR Лиры (RRC) спектрального класса K. Радиус — около 1,5 солнечного, светимость — около 1,168 солнечной. Эффективная температура — около 4899 K.